# Norrmossträsket
Norrmossträsket är en sjö i Östhammars kommun i Uppland och ingår i Forsmarksåns huvudavrinningsområde.